# Comuna Potęgowo
Comuna Potęgowo (poloneză gmina Potęgowo) este o comună rurală din powiat-ul słupski, voievodatul Pomerania, din partea septentrională a Poloniei. Sediul administrativ este satul Potęgowo. Conform datelor din 2006 comuna avea 7.135 de locuitori. Întreaga suprafață a comunei Potęgowo este 227,92 km².
În comuna sunt 24 de sołectwo-uri: Chlewnica, Czerwieniec, Darżyno, Darżynko, Dąbrówno, Głuszynko, Głuszyno, Grapice, Grąbkowo, Karznica, Łupawa, Malczkowo, Nieckowo, Nowa Dąbrowa, Nowe Skórowo, Potęgowo, Radosław, Runowo, Rzechcino, Skórowo, Warcimino, Wieliszewo, Żochowo și Żychlin. Comuna învecinează cu comuna Główczyce, comuna Damnica, comuna Dębnica Kaszubska din powiat-ul słupski, comuna Czarna Dąbrówka din powiat-ul bytowski respectiv comuna Cewice și comuna Nowa Wieś Lęborska din powiat-ul lęborski.
Înainte de reforma administrativă a Poloniei din 1999, comuna Potęgowo a aparținut voievodatului Słupsk.